# Yago Lamela
Santiago Lamela Tobío, detto Yago (Avilés, 24 luglio 1977 – Avilés, 8 maggio 2014), è stato un lunghista spagnolo, vincitore della medaglia d'argento ai Mondiali di Siviglia 1999 alle spalle del cubano Iván Pedroso.

## Biografia
È uno dei cinque atleti europei (insieme al sovietico Robert Ėmmijan, al greco Loúis Tsátoumas, al russo Aleksandr Men'kov e al tedesco dell'Est Lutz Dombrowski) ad aver superato gli otto metri e mezzo nel salto in lungo outdoor.
Con la misura di 8,56 m, ha detenuto per 10 anni (dal 1999 al 2009) il record europeo indoor di salto in lungo, prima di essere superato con 8,71 da Sebastian Bayer.
Dopo aver subito molti infortuni nel corso della carriera (nel 2004 fu operato in Finlandia al tendine di Achille), si è ritirato dall'attività agonistica nel 2009.
È stato trovato senza vita nella sua abitazione ad Avilés nel maggio 2014 all'età di 36 anni.

## Progressione

### Salto in lungo outdoor
| Stagione | Risultato         | Luogo         | Data      | Rank. Mond. |
| -------- | ----------------- | ------------- | --------- | ----------- |
| 2004     | 8,16 m (+1,7 m/s) | San Sebastián | 16-8-2004 |             |
| 2003     | 8,53 m (+1,3 m/s) |               | 18-8-2003 |             |
| 2002     | 8,21 m (−0,3 m/s) | Rethymno      | 7-7-2003  |             |
| 2001     | 8,07 m (+0,9 m/s) | Guadalajara   | 13-6-2001 |             |
| 2000     | 8,22 m (+0,1 m/s) | Salonicco     | 30-8-2000 |             |
| 1999     | 8,56 m (+1,3 m/s) | Torino        | 24-6-1999 |             |
| 1998     | 8,14 m (+2,0 m/s) | Siviglia      | 30-5-1998 |             |
| 1997     | 7,87 m (+0,7 m/s) | Salamanca     | 19-7-1997 |             |
| 1996     | 7,80 m (+0,7 m/s) | Valladolid    | 9-6-1996  |             |
| 1995     | 7,66 m (−0,1 m/s) | Valladolid    | 30-6-1995 |             |

### Salto in lungo indoor
| Stagione | Risultato | Luogo     | Data      | Rank. Mond. |
| -------- | --------- | --------- | --------- | ----------- |
| 2004     | 8,04 m    | Saragozza | 31-1-2004 |             |
| 2003     | 8,43 m    | Siviglia  | 22-2-2003 |             |
| 2002     | 8,43 m    | Vienna    | 2-3-2002  |             |
| 2001     | 8,05 m    | Eaubonne  | 7-2-2001  |             |
| 1999     | 8,56 m    | Maebashi  | 7-3-1999  |             |
| 1998     | 7,95 m    | Valencia  | 28-2-1998 |             |
| 1996     | 7,75 m    | Oviedo    | 2-12-1996 |             |

### Salto triplo outdoor
| Stagione | Risultato          | Luogo       | Data      | Rank. Mond. |
| -------- | ------------------ | ----------- | --------- | ----------- |
| 1999     | 16,31 m (−0,6 m/s) | Guadalajara | 19-6-1999 |             |
| 1998     | 16,72 m (+0,4 m/s) |             | 19-6-1999 |             |

### Salto triplo indoor
| Stagione | Risultato | Luogo        | Data     | Rank. Mond. |
| -------- | --------- | ------------ | -------- | ----------- |
| 1997     | 16,20 m   | Indianapolis | 8-3-1997 |             |

## Palmarès
| Anno | Manifestazione    | Sede              | Evento         | Risultato | Prestazione | Note                          |
| ---- | ----------------- | ----------------- | -------------- | --------- | ----------- | ----------------------------- |
| 1996 | Mondiali juniores | Sydney            | Salto in lungo | 4º        | 7,73 m      |                               |
| 1999 | Mondiali indoor   | Maebashi          | Salto in lungo | Argento   | 8,56 m      | Miglior prestazione personale |
| 1999 | Europei Under 23  | Göteborg          | Salto in lungo | Oro       | 8,36 m      |                               |
| 1999 | Mondiali          | Siviglia          | Salto in lungo | Argento   | 8,40 m      |                               |
| 2000 | Olimpiadi         | Sydney            | Salto in lungo | 12º       | 7,89 m      |                               |
| 2002 | Europei indoor    | Vienna            | Salto in lungo | Argento   | 8,17 m      |                               |
| 2002 | Europei           | Monaco di Baviera | Salto in lungo | Bronzo    | 7,99 m      |                               |
| 2003 | Mondiali indoor   | Birmingham        | Salto in lungo | Argento   | 8,28 m      |                               |
| 2003 | Mondiali          | Paris Saint-Denis | Salto in lungo | Bronzo    | 8,22 m      |                               |
| 2004 | Mondiali indoor   | Budapest          | Salto in lungo | 4º        | 7,95 m      |                               |
| 2004 | Olimpiadi         | Atene             | Salto in lungo | 11º       | 7,98 m      |                               |

## Altre competizioni internazionali
2002
- Bronzo alla Coppa del mondo ( Madrid), salto in lungo - 8,11 m

2003
- Oro alla Coppa Europa ( Lipsia), salto in lungo - 8,09 m
- 5º alla IAAF World Athletics Final ( Principato di Monaco), salto in lungo - 8,00 m